# Evellyn Pacoláková
Evellyn Pacoláková (* 24. ledna 1975 Košice) je slovenská herečka, která působí v Praze.

## Životopis
Narodila se v Košicích, kde prožila své dětství. Už od svých 6 let hrála v televizním pořadu Zlatá brána, kde vystupovala do svých šestnácti let. Byla přijatá i na košickou konzervatoř, ale když její matka dostala pracovní nabídku do Brna, přestěhovala se celá rodina právě tam. Po vystudování gymnázia na třídě Kpt. Jaroše v Brně v roce 1993 šla dále studovat činoherní herectví na Divadelní fakultu Janáčkovy akademie múzických umění (JAMU) v Brně. Po absolvování v roce 1998 získala angažmá v Moravském divadle Olomouc a vytvořila zde řadu rolí. Zahrála si například titulní roli Mahuleny ve hře Radúz a Mahulena, Sylvii ve Dvou kavalírech z Verony, Katynku ve hře Katynka z Heilbronnu, Barunku a Boženu Němcovou ve hře Mně zašlá léta vraťte nebo Taťánu v Evženu Oněginovi. Za svůj herecký výkon získala i ocenění, a to cenu za nejlepší výkon sezony 2000/2001 anebo sezóny 2003/2004. Za rok 2005 obdržela cenu Thálie pro mladého činoherce.
Když obdržela nabídku z Městských divadel pražských, tak ji kvůli osobních důvodů a v rámci možnosti se posunout dále přijala. Od roku 2008, kdy se stala členem tohoto divadla, si zde zahrála různé role. Hrála například Beryl ve hře Všechno na zahradě, Betsy Tverskou v Anně Karenině, titulní roli v Janě Eyrové nebo mme Bourienne, guvernantku u Bolkonských ve hře Vojna a mír a Adele Airota v Geniální přítelkyni. Před kamerou si poprvé zahrála v roce 1998, a to v televizním filmu Třináctá klec. Dále si také zahrála ve filmech Tango s komáry a Teambuilding. Mimo hraní také dabuje. Nadabovala například Yo Yo ve filmu StreetDance 2.
Byla krátce vdaná se svým spolužákem z JAMU a kolegou z divadla Filipem Čapkou. Během manželství používala jméno Evellyn Čapková-Pacoláková. Poté se provdala za svého kolegu Ladislava Špinera. I když manželství také netrvalo moc dlouho, má s ním syna Kristiána.

## Filmografie
| Rok  | Název              | Role             | Poznámky                                                                  |
| ---- | ------------------ | ---------------- | ------------------------------------------------------------------------- |
| 1998 | Třináctá klec      |                  | TV film                                                                   |
| 1999 | Král ozvěny        | víla Andělka     | TV film                                                                   |
| 2001 | Četnické humoresky |                  | televizní seriál, epizoda: „Směšný vrah“                                  |
| 2005 | Ulice              |                  | televizní seriál                                                          |
| 2009 | Tango s komármi    | zdravotní sestra | film                                                                      |
| 2013 | Vyprávěj           | Matusová         | televizní seriál, epizoda: „Dobrý skutek“                                 |
| 2016 | Ohnivý kuře        |                  | televizní seriál, epizoda: „Pravdy, polopravdy a lži“ a „Rodinné hodnoty“ |
| 2018 | Teambuilding       | Blanka           | film                                                                      |
| 2019 | Modrý kód          |                  | televizní seriál, díl: „Životní krok“                                     |